# Fredrikstad
 Ikke at forveksle med Frederiksstad.
Fredrikstad er en by i Norge grundlagt af Frederik 2. i 1567, beliggende i Østfold fylke. 
Den var en del af  Viken fylke som blev etableret 1. januar 2020, men opløst fra 1. januar 2024.
Den er det tidligere Østfold fylkes største og Norges 6. største, målt i antal indbyggere. Kommunen består af de fem tidligere kommuner Fredrikstad, Borge, Kråkerøy, Onsøy og Rolvsøy. Disse blev per 1. januar 1994 slået sammen til storkommunen Fredrikstad. Fredrikstad kommunes areal er 290 kvadratkilometer. Den grænser i nord til Råde, i øst til Sarpsborg og i syd til Hvaler.

## Transport
Transport med "byfergen" - som er flere færger - er gratis pr. 2017.

## Natur
Byen ligger ved mundingen af elven Glomma. I Kommunen ligger Øra naturreservat, der er et ramsarområde.

## Personer fra Fredrikstad
- Hans Nielsen Hauge († 1824),  lægprædikant, født i Rolvsøy i Fredrikstad
- Bendik Riis († 1988), kunstmaler, født i Fredrikstad
- Georg Apenes, politiker, stortingsmand, født i Fredrikstad († 2016)
- Berit Ås (1928-), politiker, stortingsrepræsentant, født i Fredrikstad
- Gerd Brantenberg (1941-), forfatter, voksede op i Fredrikstad
- Egil «Drillo» Olsen (1942–), fodboldtræner, født i Fredrikstad
- Line Henriette Holten (1971-), politiker, stortingsrepræsentant, voksede op i Fredrikstad, født i Sarpsborg